# Унгава (півострів)
Унгава — північна частина півострова Лабрадор.

## Географія
Омивається на заході водами Гудзонової затоки, на півночі — Гудзоновою протокою і затокою Унгава на сході. Крайньою північною точкою півострова (а також крайньою північною точкою всього півострова Лабрадор і провінції Квебек) є мис Волстенхольм. Площа становить приблизно 252 000 км². Є частиною Канадського щита.
Місцевість повністю представлена тундрою; є досить багато річок і льодовикових озер. У 1950 році на території півострова було виявлено озеро — метеоритний кратер глибиною 415 метрів і діаметром 3,4 км. Надра півострова багаті на корисні копалини, в тому числі азбест, нікель, уран, мідь, залізну руду.

### Клімат
Півострів знаходиться у зоні, котра характеризується кліматом полярних пустель. Найтепліший місяць — липень із середньою температурою 5.6 °C (42 °F). Найхолодніший місяць — січень, із середньою температурою -24.4 °С (-12 °F).
| Клімат м. Волстенхольм  | Клімат м. Волстенхольм | Клімат м. Волстенхольм | Клімат м. Волстенхольм | Клімат м. Волстенхольм | Клімат м. Волстенхольм | Клімат м. Волстенхольм | Клімат м. Волстенхольм | Клімат м. Волстенхольм | Клімат м. Волстенхольм | Клімат м. Волстенхольм | Клімат м. Волстенхольм | Клімат м. Волстенхольм | Клімат м. Волстенхольм |
| Показник                | Січ.                   | Лют.                   | Бер.                   | Квіт.                  | Трав.                  | Черв.                  | Лип.                   | Серп.                  | Вер.                   | Жовт.                  | Лист.                  | Груд.                  | Рік                    |
| Середній максимум, °C   | −21                    | −21                    | −16                    | −8                     | −1                     | 4                      | 9                      | 9                      | 3                      | −1                     | −7                     | −15                    | −5                     |
| Середня температура, °C | −25                    | −25                    | −20                    | −12                    | −4                     | 2                      | 6                      | 6                      | 2                      | −3                     | −10                    | −18                    | −8                     |
| Середній мінімум, °C    | −28                    | −28                    | −24                    | −16                    | −7                     | −1                     | 2                      | 2                      | 0                      | −5                     | −13                    | −22                    | −11                    |
| Норма опадів, мм        | 23                     | 19                     | 17                     | 30                     | 27                     | 16                     | 36                     | 55                     | 37                     | 40                     | 49                     | 25                     | 374                    |
| ----------------------- | ---------------------- | ---------------------- | ---------------------- | ---------------------- | ---------------------- | ---------------------- | ---------------------- | ---------------------- | ---------------------- | ---------------------- | ---------------------- | ---------------------- | ---------------------- |
| Джерело: Weatherbase    |                        |                        |                        |                        |                        |                        |                        |                        |                        |                        |                        |                        |                        |

## Населення
На півострові мешкає понад 10 000 осіб, з них 90 % — інуїти. Найбільший населений пункт півострова — село Кууджуак (фр. Kuujjuaq, інук. ᑰᔾᔪᐊᖅ).